# União das Repúblicas Soberanas Soviéticas

As Repúblicas Soviéticas, que elaboraram o novo Tratado da União(vermelho e laranja), e as repúblicas não-participantes (preto).

A União das Repúblicas Soberanas Soviéticas (em russo: Союз Советских Суверенных Республик (CCCP), romanizado: Soyuz Sovetskikh Suverennykh Respublik [SSSR]) foi o nome proposto para uma reorganização da União das Repúblicas Socialistas Soviéticas. Proposta pelo então presidente da URSS, Mikhail Gorbachev, a proposta era uma tentativa de evitar o fim da União Soviética. Na prática, isso substituiria a União Soviética por uma federação de repúblicas autônomas com o nome de União de Estados Soberanos (UES) e com Mikhail Gorbatchov como o seu presidente.
A proposta daria mais autonomia às repúblicas, mas o novo Estado ainda regularia as transações financeiras e de crédito, além de garantir a ajuda mútua em caso de guerra externa (pretendia evitar guerras internas); ficando o resto a critério das repúblicas, inclusive o direito de participar do tratado - cabalmente o dirigente soviético propunha uma federação. A proposta nunca foi implementada, devido ao golpe de agosto de 1991 e a dissolução da URSS acabou ocorrendo em 26 de dezembro daquele ano. A proposta geral foi ressuscitada na forma da Comunidade de Estados Independentes (CEI), embora como uma organização regional, não uma confederação.

## Proposta
O Novo Tratado da União (em russo: Новый союзный договор, romanizado: Novyy soyuznyy dogovor), ou Tratado da União de Estados Soberanos, foi um projeto de tratado que teria substituído o Tratado de Criação da URSS de 1922 e, portanto, teria substituído a União Soviética por uma nova entidade chamada União de Repúblicas Soberanas Soviéticas, uma tentativa de Mikhail Gorbachev de salvar e reformar a União Soviética. A cerimônia de assinatura do tratado pela RSFS da Rússia estava marcada para 20 de agosto de 1991, mas foi impedida pelo golpe de agosto do dia anterior. A preparação desse tratado ficou conhecida como processo Novo-Ogarevo (новоогаревский процесс), em homenagem a Novo-Ogaryovo, uma propriedade governamental onde foram realizados os trabalhos no documento e onde Gorbachev conversou com líderes das repúblicas soviéticas.
Um sistema federal menos centralizado foi proposto pelo presidente Gorbachev durante o Congresso do Partido Comunista de julho de 1990. Um esboço do Novo Tratado da União foi submetido ao Soviete Supremo da União Soviética em 23 de novembro de 1990 e um comitê de redação começou a trabalhar no texto em 1º de janeiro de 1991. Seis das quinze repúblicas soviéticas, no entanto, não participaram da redação do tratado: Estônia, Letônia, Lituânia, Moldávia, Geórgia e Armênia. A proposta foi aprovada pelo Soviete da União em 6 de março e enviada aos Soviéticos Supremos de cada república para aprovação. Não foi possível chegar a um acordo sobre a distribuição de poderes entre a União e as Repúblicas e a proposta não foi aprovada. Como um elemento restritivo adicional, algumas repúblicas autônomas expressaram o desejo de elevar seu status e de ser parte do novo tratado soviético.
O presidente Gorbachev tentou obter apoio popular para a proposta. Em 17 de março de 1991, um referendo popular foi realizado nas nove repúblicas (Rússia, Ucrânia, Bielorrússia, Cazaquistão, Azerbaijão, Uzbequistão, Quirguízia, Turcomênia e Tadjiquistão) que participaram da redação do tratado. No referendo, 78% dos eleitores apoiaram a manutenção do sistema federal da União Soviética, incluindo a maioria em todas as nove repúblicas. A oposição foi maior em grandes cidades como São Petersburgo (então Leningrado) e Moscou. O referendo foi boicotado principalmente nas outras seis repúblicas, pois elas já se encaminhavam para a independência.
Um acordo entre o governo central soviético e as nove repúblicas, o chamado acordo "9 + 1", foi finalmente assinado em Novo-Ogaryovo em 23 de abril. O Novo Tratado da União teria convertido a União Soviética em uma federação de repúblicas independentes com tendo em comum o presidente, a política externa e uma força militar.
Em agosto, oito das nove repúblicas, exceto a Ucrânia, aprovaram o projeto do novo Tratado com algumas condições. A Ucrânia não concordou com os termos do Tratado. No referendo republicano de 17 de março, a maioria dos residentes da Ucrânia apoiou a adesão à União nos termos da Declaração da Soberania Estatal da Ucrânia.
Embora o tratado visasse salvar a união, os linha-dura do Partido Comunista temiam que isso encorajasse algumas das repúblicas menores a seguir o exemplo da Lituânia e pressionar pela independência total. Em 18 de agosto, a linha-dura assumiu o controle do governo depois de confinar Gorbachev em sua dacha da Crimeia para impedi-lo de retornar a Moscou para assinar o tratado. O golpe de agosto fracassou diante da oposição esmagadora, não apenas das repúblicas menores, mas também das maiores, especialmente da Rússia.
Como o tratado, em última análise, nunca foi assinado, mesmo após a independência da Ucrânia em dezembro, os líderes das repúblicas organizaram a Comunidade de Estados Independentes, uma aliança de 12 novos Estados independentes (inicialmente todas as ex-repúblicas soviéticas, exceto os Estados Bálticos e a Geórgia, que aderiu em 1993, mas desistiu novamente em 2008).

## Nomes
No primeiro esboço do tratado lançado em julho de 1991, o nome proclamado para a nova política era "União das Repúblicas Soberanas Soviéticas" (em russo: Союз Советских Суверенных Республик, romanizado: Soyuz Sovetskikh Suverennykh Respublik). Este nome foi proposto para conservar a sigla russa "СССР", bem como "URSS" e "União Soviética" em outras línguas.
Em setembro de 1991, o apoio geral à preservação do estado soviético mudou para reformar a União Soviética em uma confederação de Estados soberanos. O esboço final renomeou o estado proposto de União de Estados Soberanos (em russo: Союз Суверенных Государств, romanizado: Soyuz Suverennykh Gosudarstv). As chances gerais de uma continuação do sistema soviético em qualquer forma continuaram diminuindo e logo foram abandonadas. Após o golpe de agosto, o novo tratado sindical foi posteriormente reformado na Comunidade de Estados Independentes.

## Entidades que participariam
- República Socialista Federativa Soviética da Rússia
  -  República Autônoma Socialista Soviética de Basquir
  -  República Autônoma Socialista Soviética da Buriácia
  -  República Autônoma Socialista Soviética da Cabárdia-Balcária
  -  República Autônoma Socialista Soviética da Calmúquia
  -  República Socialista Soviética Carelo-Finlandesa
  -  República Autônoma Socialista Soviética da Checheno-Inguchétia
  -  República Autônoma Socialista Soviética da Chuváchia
  -  República Autônoma Socialista Soviética do Daguestão
  -  República Autônoma Socialista Soviética da Iacútia
  -  República Autônoma Socialista Soviética de Komi
  -  República Autônoma Socialista Soviética de Mari
  -  República Autônoma Socialista Soviética da Mordóvia
  -  República Autônoma Socialista Soviética da Ossétia do Norte
  -  República Autônoma Socialista Soviética de Tartar
  -  República Autônoma Socialista Soviética de Tuva
  -  República Autônoma Socialista Soviética da Udmúrtia
  -  União das Repúblicas Cossacas do Sul da Rússia
- República Socialista Soviética da Ucrânia
  -  República Autônoma Socialista Soviética da Crimeia
- República Socialista Soviética da Bielorrússia
- República Socialista Soviética do Azerbaijão
  -  República Autônoma Socialista Soviética do Naquichevão
- República Socialista Soviética Cazaque
- República Socialista Soviética Uzbeque
  -  República Autônoma Socialista Soviética do Caracalpaquistão
- República Socialista Soviética Turcomena
- República Socialista Soviética Tajique
- República Socialista Soviética Quirguiz